# Павлодарский алюминиевый завод
Павлодарский алюминиевый завод (ПАЗ) — Казахстанское предприятие-производитель глинозёма. Расположено в городе Павлодар, входит в состав АО «Алюминий Казахстана», в свою очередь, принадлежащего холдингу ENRC.

## История
В сентябре 1955 года постановлением Совета Министров СССР было принято решение о строительстве завода по производству глинозёма в городе Павлодар Казахской ССР. Технический проект предприятия годовой мощностью 600 тысяч был подготовлен Всесоюзным алюминиево-магниевым институтом (ВАМИ) в начале 1960-х.
Первая очередь завода была введена в эксплуатацию в 1964 году. В течение следующих пяти лет шёл ввод 2-й и 3-й очередей ПАЗа, и расширение мощности до 1 миллиона тонн глинозёма в год. 10 февраля 1971 года предприятие было награждено Орденом Трудового Красного Знамени.
В октябре 1987-го на базе завода было создано производственное объединение «Казглинозём». В состав ПО вошли: Павлодарский алюминиевый завод, Тургайское (ТБРУ) и Краснооктябрьское (КБРУ) бокситовые рудоуправления.
В 1994 году, ПО «Казглинозём» было преобразовано в акционерное общество, а в 1996 году в АООТ «Алюминий Казахстана», вошедшее в состав Евразийской промышленной ассоциации (позже ЕФПК, ENRC, ныне ERG).

## Деятельность
Мощность предприятия — 1,4 млн тонн глинозёма в год, сырье поступает с Тургайского (г. Аркалык) и Краснооктябрьского (г. Лисаковск) бокситовых рудоуправлений, известнякового месторождения Керегетас в Павлодарской области. Энергетическая составляющая представлена Павлодарской ТЭЦ-1. Полученный глинозём направляется на Казахстанский электролизный завод для производства металлического алюминия в чушках.

## Персоналии
- Бакланов, Анатолий Васильевич — Герой Социалистического труда, ветеран Великой Отечественной войны
- Алиева, Зина Сембаевна — полный кавалер ордена Трудовой Славы
- Поздняков, Виталий Николаевич — Герой Социалистического труда
- Софьин, Николай Степанович — Герой Социалистического труда